# Сорокин, Вячеслав Михайлович
Вячесла́в Миха́йлович Соро́кин (29 октября 1939, Новая Каховка, Украинская ССР, СССР — 18 февраля 2018, Одесса, Украина) — советский и украинский тренер по гребле на байдарках и каноэ. Тренер двукратного олимпийского чемпиона, двукратного чемпиона мира Юрия Чебана. 
Заслуженный тренер СССР (1978). Заслуженный тренер Молдавской ССР (1978). Заслуженный тренер Украины (2006). Мастер спорта СССР (1963).

## Биография
Вячеслав Михайлович Сорокин родился 29 октября 1939 года в Новой Каховке. Греблей начал заниматься в пятнадцать лет в родном городе - на водной станции, расположенной в территории одесского пляжа Отрада. Специализацией выбрал каноэ. С 1958 года начал тренироваться у мастера спорта СССР Евгения Лесяка – первого тренера олимпийского чемпиона 2012 года, двукратного чемпиона мира Юрия Чебана. Тренерскую карьеру он начал в 1961 году, будучи еще студентом 2-го курса Одесского пединститута и действующим спортсменом. Тогда Сорокин тренировал команду университета имени Мечникова. Занимался он тренерской деятельностью и во время службы в армии - в спортроте.
Первый тренерский успех пришел к Вячеславу Сорокину в 1968 году. Тогда на чемпионате СССР среди юношей, проходившем в Донецке, три его воспитанника стали призерами соревнований – каноист Борис Марковский, байдарочники Александр Николаев и Наталья Кутицына, в 16 лет ставшая мастером спорта.
Именно Вячеслав Сорокин нашел для большого спорта Сергея Петренко, ставшего в 1976 году двукратным олимпийским чемпионом. Он попал в один из наборов, который проводил тренер. Учился тогда Петренко в 6-м классе 44-й школы Одессы. В 1971 году Вячеславу Сорокину предложили работу в Молдавии, и он передал группу ребят, в том числе и Петренко, Виктору Полякову.
В Молдавии Вячеслав Сорокин пять лет работал с Николаем Журавским, который потом стал в 1988 году олимпийским чемпионом в двойке с Виктором Ренейским.
В 1983 году после Спартакиады народов СССР Вячеслав Сорокин вернулся в Одессу, где продолжил тренерскую деятельность, работая в спортивном клубе армии.
С 1996 года Вячеслав Сорокин начал работать в физкультурно-спортивном клубе «Химик» Одесского припортового завода, где проработал до 2017 года. В 2000 году впервые в качестве тренера сборной Украины участвовал в Олимпийских играх.
В 2001 году тренер одесской ДЮСШ №6 Евгений Лесяк передал Вячеславу Сорокину группу своих юных воспитанников, среди которых был и Юрий Чебан.
Через два года занятий у Сорокина Чебан стал серебряным призером чемпионата мира среди юниоров (каноэ-одиночка, 1000м), через три, в возрасте 18-ти лет, стал участником Олимпийских игр в Афинах. Свою первую медаль в соревнованиях взрослых лучший воспитанник Сорокина завоевал в 2006 году, в возрасте двадцати лет став бронзовым призером чемпионата Европы на дистанции 500 метров.
В 2007 года Юрий Чебан впервые стал чемпионом мира.
В 2008 году Юрий Чебан стал бронзовым призером Олимпийских игр, а в 2012, 2016 годах - олимпийским чемпионом. 
В 2015 году в качества тренера сборной Украины по гребле привел к завоеванию олимпийской лицензии Юрия Вандюка и Андрея Рыбачка. Они финишировали четвертыми на чемпионате мира в каноэ-двойке на дистанции 1000 метров, что обеспечило Украине лицензию для участия в Олимпийских играх 2016 года.
За годы своей работы подготовил десятки мастеров спорта СССР, а также мастеров спорта международного класса и заслуженного мастера спорта Украины (Юрий Чебан).
В 2017 году Вячеслав Сорокин в качестве тренера сборной Украины принял участие в чемпионате мира, который стал для него последним в жизни.
18 февраля 2018 года в Одессе, после тяжелой болезни, Вячеслав Сорокин ушел из жизни. Прощание состоялось 20 февраля 2018 года в Доме офицеров Южного оперативного командования.

## Достижения
Самый титулованный тренер по гребле на байдарке и каноэ в Украине. Под его руководством Юрий Чебан завоевал четырнадцать медалей на крупных международных соревнованиях — Олимпийских играх, чемпионате мира и чемпионате Европы.
Олимпийский чемпион 2012, 2016.
Бронзовый призер Олимпийских игр 2008 года.
Чемпион мира 2007 (каноэ-одиночка, 200 м), 2014 (каноэ-одиночка, 200 м).
Серебряный призер чемпионата мира 2006 (каноэ-одиночка, 500 м), 2010 (каноэ-одиночка, эстафета 4×200 м), 2014 (каноэ-одиночка, эстафета 4х200 м).
Бронзовый призер чемпионата мира 2010 (каноэ-одиночка, 200 м).
Серебряный призер чемпионата Европы 2010 (каноэ-одиночка, 200 м).
Бронзовый призер чемпионата Европы 2006 (каноэ-одиночка, 500 м), 2007 (каноэ-одиночка, 200 м), 2008 (каноэ-одиночка, 500 м), 2011 (каноэ-одиночка, 200 м).
Кавалер ордена «За заслуги» ІІІ степени (2012)
Кавалер ордена «За заслуги» ІІ степени (2016)